# Courtney Pine

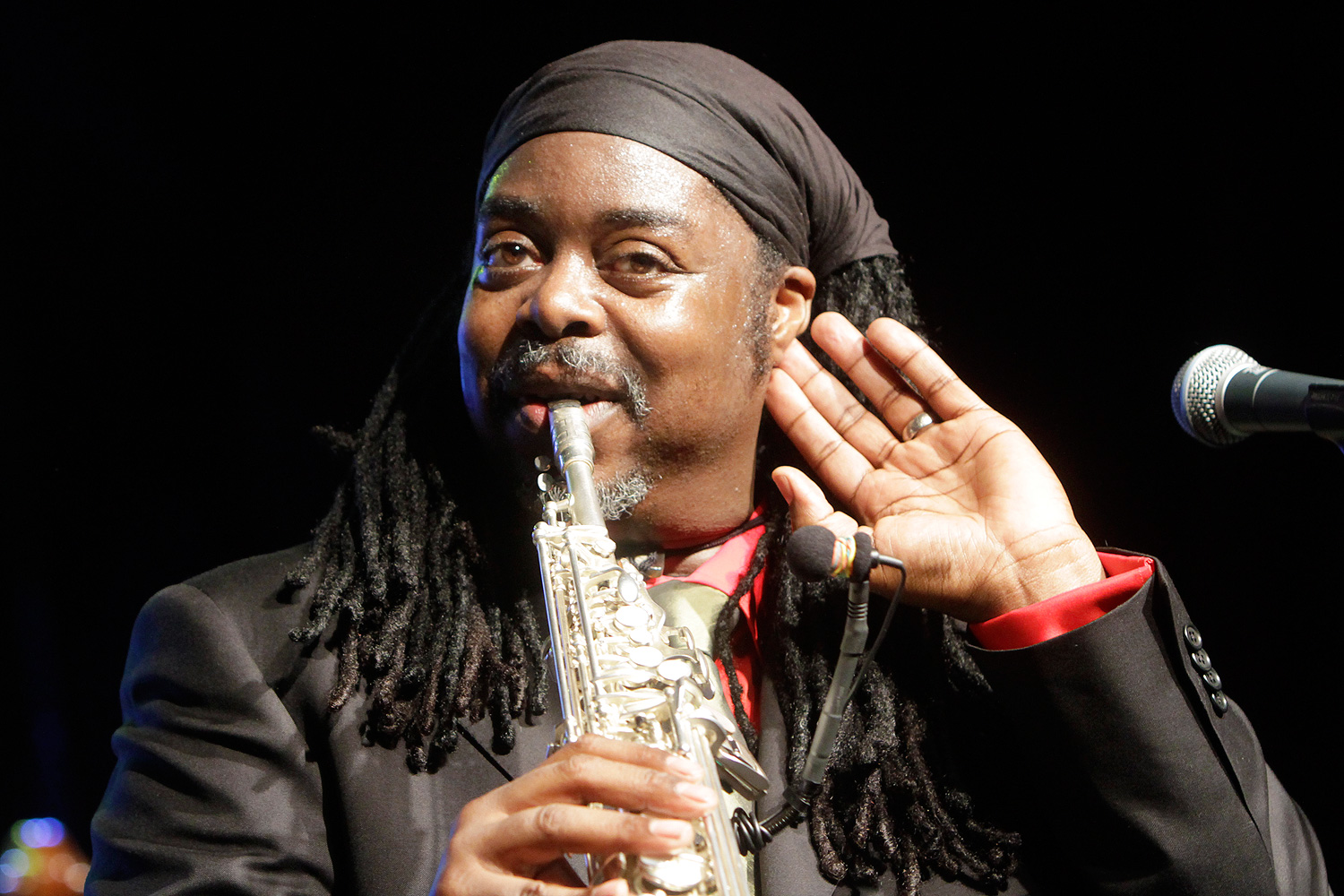
Courtney Pine

Courtney Pine, CBE (* 18. März 1964 in London), ist ein britischer Jazzmusiker, der in den 1980er Jahren der Hauptgründer der schwarzen britischen Band Jazz Warriors war. Obwohl Pine in erster Linie für sein Saxophonspiel bekannt ist, ist er ein Multiinstrumentalist, der auch Flöte, Klarinette, Bassklarinette und Keyboard spielt. Auf seinem Album Europa aus dem Jahr 2011 spielt er fast ausschließlich Bassklarinette.

## Hintergründe
Pines Eltern waren jamaikanische Immigranten, sein Vater ein Zimmermann und seine Mutter eine Wohnungsverwalterin. Pine wurde in London geboren und lebte in der Gegend Avenues in Kensal Green, bevor er nach Wembley zog und die Kingsbury High School besuchte, wo er klassische Klarinette studierte und sich ab dem Alter von 14 Jahren das Saxophon beibrachte. Er begann seine Musikkarriere mit Reggae und tourte 1981 mit Clint Eastwood & General Saint.

## Karriere

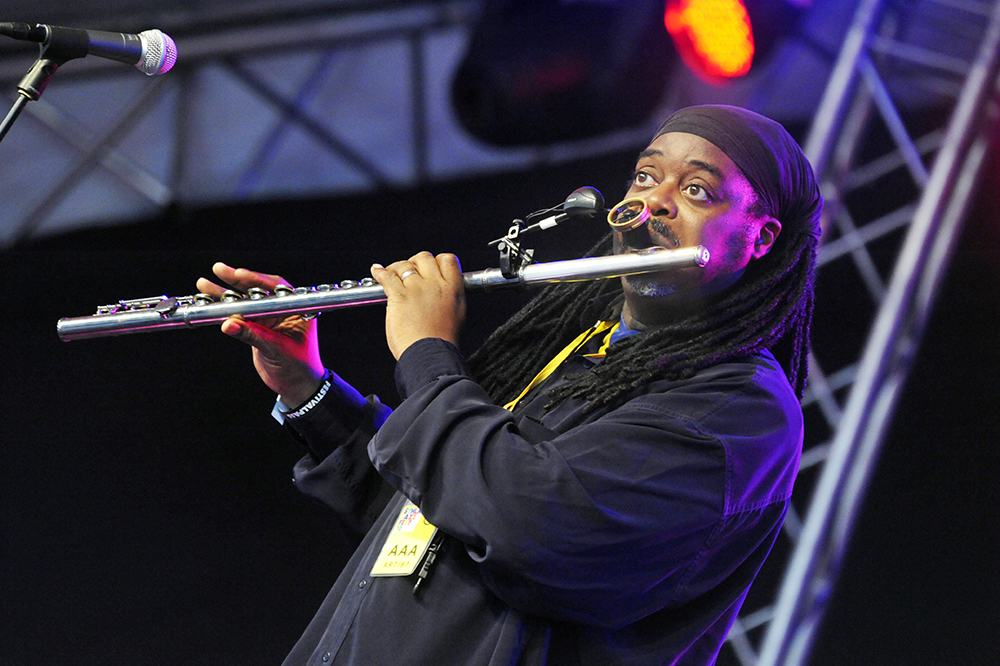
Courtney Pine auf der Bühne beim Stockholm Jazz Festival 2010.

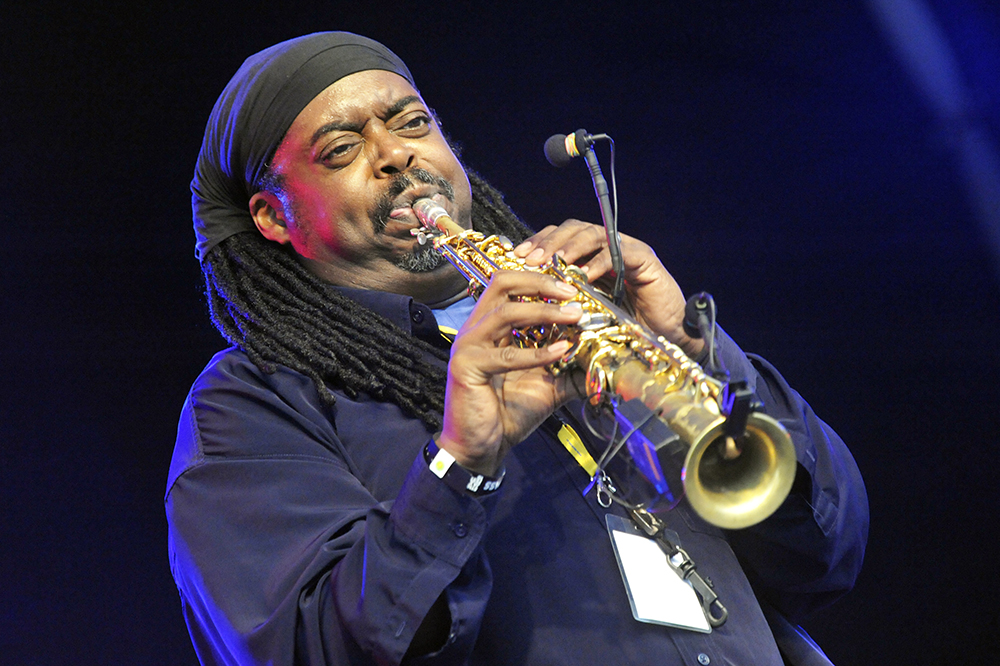
Courtney Pine auf der Bühne beim Stockholm Jazz Festival 2010.

1986 stieg Pines Debütalbum Journey to the Urge Within in die britischen Top 40 ein. Früh gehörte er zudem zum Grand Union Orchestra und spielte 1986 auf dessen Album The Song of Many Tongues, das von Tony Haynes komponiert wurde. Er ist der Hauptgründer der bahnbrechenden schwarzen britischen Bigband Jazz Warriors, die er 1985 durch die Gemeinschaftsorganisation The Abibi Jazz Arts (TAJA) gründete. Die Jazz Warriors entwickelten sich aus der Abibi All-Stars Community Band, die im Sommer des Internationalen Jugendjahres 1985 eine Reihe von Auftritten im Londoner Foyer der Royal Festival Hall gab. Die Jazz Warriors nahmen drei Alben unter Pines Führung auf: Out of Many, One People, das 1987 auf der Antilles-Division des Labels Island Records veröffentlicht wurde, und Afropeans, das 2007 zu ihrem 20-jährigen Jubiläum auf Pines eigenem Label Destin-e Records veröffentlicht wurde. Das Projekt Jazz Warriors Afropeans wurde vom Arts Council of England in Auftrag gegeben, um des zweihundertsten Jahres der Abschaffung des Sklavenhandelsgesetzes zu gedenken. Dreißig Jahre nachdem Pine seine Idee zur Gründung der Jazz Warriors gepflanzt hatte, stellte er die rein weibliche Jazzband Venus Warriors für eine Wohltätigkeitsveranstaltung zusammen, um das Bewusstsein für den Mary Seacole Memorial Statue Appeal zu schärfen, die gegründet wurde, um eine Statue der britisch-jamaikanischen Geschäftsfrau und Krankenschwester des Krimkrieges vor dem Londoner St. Thomas’s Hospital zu errichten.
Seine jüngste Musik integriert moderne britische Musik wie Drum and Bass und UK Garage mit zeitgenössischen Jazzstilen. Er leitet seine eigene Band und integriert viele zeitgenössische Musiker in seine Auftritte. Er präsentiert auch Jazz Crusade auf BBC Radio 2, dessen siebte Serie im Frühjahr 2007 ausgestrahlt wurde.
1988 erschien er als er selbst in einem Jazzquartett in der Doctor-Who-Serie Silver Nemesis.
Pine wurde im Jahr 2000 zum Offizier des Order of the British Empire (OBE) und zum Kommandanten des Selbigen (CBE) in den Neujahrsauszeichnungen 2009 für Verdienste um die Jazzmusik ernannt. Am 6. Dezember 2004 erhielt er auch die Ehrendoktorwürde der University of Westminster. Am 15. Juli 2010 erhielt er die Ehrendoktorwürde der Universität Southampton.
Pine erschien im August 2008 als Anwalt für Pierre Boulez in der klassischen Musiksendung Visionaries der BBC World News.
An Heiligabend 2018 erschien Pine auf BBC Two’s Merry Christmas Baby – with Gregory Porter & Friends.

## Leben
Pine lebt zusammen mit seiner Frau und ihren gemeinsamen vier Kindern in London.

## Diskografie

### Alben
Als Leader
- Journey to the Urge Within (1986)
- Destiny’s Song + The Image of Pursuance (1988)
- The Vision’s Tale (1989)
- Closer To Home (1990)
- Within The Realms of Our Dreams (1991)
- To The Eyes of Creation (1992)
- Modern Day Jazz Stories (1995)
- Underground (1997)
- Back in the Day (2000)
- Devotion (2003)
- Resistance (2005)
- Transition in Tradition: En Hommage a Sidney Bechet (2009)[18]
- Europa (2011)[19]
- House of Legends (2012)[20]
- Song (The Ballad Book) (2015)[21]
- Black Notes From The Deep (2017)[22]

Als Sideman
- Mica Paris, So Good (1988)
- Trevor Jones, Angel Heart (Soundtrack) (1987)
- Jazz Warriors, Out of Many, One People (1987), Afropeans (2008)
- Harry Beckett, Les Jardins Du Casino (1993, ITM)

### EPs
- Traditions Beckoning – 10" limited edition (1988)

### Singles
- Children of the Ghetto (1986) (Courtney Pine feat. The Vocal of Susaye Greene)
- Like Dreamers Do (1988) (Mica Paris feat. Courtney Pine)
- I’m Still Waiting (1990) – (Courtney Pine feat. Carroll Thompson)
- Get Busy (1992), produziert von Gussie Clarke – 12" Vinyl, CD Single
- Too Much To Lose (1999) – Elkie Brooks, feat. Courtney Pine
- Lady Day (& John Coltrane) (2000) – Courtney Pine feat. Lynden David Hall